# Selles, Eure

Selles este o comună în departamentul Eure, Franța. În 1 ianuarie 2022 avea o populație de 476 de locuitori.